# 민화투
민화투(민花鬪)는 화투(花鬪) 놀이의 하나로 2~4명이 치는데, 비약ㆍ풍약ㆍ초약, 청단ㆍ홍단ㆍ초단 따위가 있다.

## 약
민화투에서 약(約)은 비약ㆍ풍약ㆍ초약이 있다,
비약(비約)은  화투 놀이에서, 비 넉 장을 다 갖추어서 이루는 약을 가리킨다.  풍약(楓約)은』 화투 놀이에서, 단풍 넉 장을 갖추어서 이루는 약이며 초약(草約)은 화투 놀이에서, 난초 넉 장을 갖추어서 이루는 약을 가리킨다. 한편  약(約)은 화투나 마작 따위에서, 특별한 끗수를 얻을 수 있는 특권이 생기는 일. 또는 그 특권을 가리킨다.

## 같이 보기
- 고스톱